# سازومگسی‌ها
سازومگسی‌ها (نام علمی: Anthomyza) نام یک سرده از تیره مگس‌های سازو است.